# یواس‌اس رلیز (۱۸۵۵)
یواس‌اس رلیز (۱۸۵۵) (به انگلیسی: USS Release (1855)) یک کشتی بود که طول آن ۱۱۳ فوت (۳۴ متر) بود. این کشتی در سال ۱۸۵۵ ساخته شد.